# مارلون ریس
مارلون ریس (زاده ژوئیه ۱۹۸۱) یک آمریکایی فعال حقوق حیوانات، نویسنده و جنتلمن شماره یک کلرادو به عنوان همسر چهل و سومین فرماندار کلرادو جرد پولیس است.پس از تحلیف همسرش به عنوان فرماندار در ۸ ژانویه ۲۰۱۹، او اولین جنتلمن شماره یک همجنس در ایالات متحده شد.

## سنین جوانی و تحصیل
ریس در ژوئیه ۱۹۸۱ در بولدر، کلرادو در خانواده ای یهودی از ساحل شرقی متولد شد. او مدرک کارشناسی خود را از دانشگاه کلرادو بولدر دریافت کرد.

## زندگی حرفه ای و جنتلمن شماره یک کلرادو
ریس در ۸ ژانویه ۲۰۱۹، پس از معرفی همسرش به عنوان فرماندار کلرادو، اولین جنتلمن شماره یک کلرادو شد. پولیس همرش را به عنوان «اولین جنتلمن شماره یک» در شب انتخابات معرفی کرد. او به عنوان مشاور غیررسمی کمپین فرمانداری جرد پولیس برای فرمانداری خدمت می‌کرد. او به عنوان جنتلمن شماره یک روی حقوق حیوانات و رفاه، محیط زیست‌گرایی و حقوق مدنی و سیاسی و حقوق ال‌جی‌بی‌تی تمرکز کرده‌است.
ریس علاوه بر اولین جنتلمن شماره یک، نویسنده است و آثار خود را در یواس‌ای تودی، سی‌ان‌ان و واشینگتن پست منتشر کرده‌است.

## زندگی شخصی
ریس و همسرش ،جرد پولیس، دارای دو فرزند هستند که به ترتیب در سال ۲۰۱۱ و ۲۰۱۴ متولد شده‌اند. ریس در سال ۲۰۰۲ در حالی که تحصیلات خود را به پایان می‌رساند با پولیس آشنا شد. همسر او پسر شاعر سوزان پولیس شوتز و تصویرگر استفان شوتز است.